# Groddbräcka
Groddbräcka (Micranthes foliolosa) är en stenbräckeväxtart som först beskrevs av Robert Brown, och fick sitt nu gällande namn av Gornall. Groddbräcka ingår i släktet rosettbräckor, och familjen stenbräckeväxter. Inga underarter finns listade i Catalogue of Life.